# Xoridesopus variegatus
Xoridesopus variegatus là một loài tò vò trong họ Ichneumonidae.